# Wereldkampioenschap schaatsen allround vrouwen 1948
Het negende Wereldkampioenschap schaatsen allround voor vrouwen werd op 13 en 14 februari 1948 verreden op de ijsbaan van Turku, Finland.
Er deden twaalf deelneemsters uit Finland (4), Noorwegen (1), Zweden (1), Tsjecho-Slowakije (2) en, voor het eerst, de Sovjet-Unie (4) aan deze editie mee.
Ook dit kampioenschap werd verreden over de afstanden 500m, 3000m, 1000m, en 5000m.
Titelverdedigster Verné Lesche eindigde met haar zevende WK optreden op de zesde plaats. De Russin Maria Isakova werd de nieuwe wereldkampioene voor haar landgenoten Lidia Selichova en Zoja Cholsjtsjevnikova. Acht rijdsters debuteerden op dit toernooi.

## Afstandsmedailles
| Afstand | Goud ·          | Zilver ·        | Brons ·                |
| ------- | --------------- | --------------- | ---------------------- |
| 500m    | Lidia Selichova | Maria Isakova   | Zoja Cholsjtsjevnikova |
| 3000m   | Maria Isakova   | Verné Lesche    | Eevi Huttunen          |
| 1000m   | Maria Isakova   | Lidia Selichova | Randi Thorvaldsen      |
| 5000m   | Verné Lesche    | Eevi Huttunen   | Maria Isakova          |

## Klassement
| Rang   | Schaatsster            | Land              | Punten  | 500m        | 3000m       | 1000m       | 5000m        |
| ------ | ---------------------- | ----------------- | ------- | ----------- | ----------- | ----------- | ------------ |
| Goud   | Maria Isakova          | Sovjet-Unie       | 216,397 | 50,2 (2)    | 5.34,9 (1)  | 1.42,8 (1)  | 9.49,8 (3)   |
| Zilver | Lidia Selichova        | Sovjet-Unie       | 222,557 | 49,7 (1)    | 5.54,7 (6)  | 1.45,3 (2)  | 10.10,9 (7)  |
| Brons  | Zoja Cholsjtsjevnikova | Sovjet-Unie       | 223,343 | 50,7 (3)    | 5.51,5 (4)  | 1.48,2 (4)  | 9.59,6 (4)   |
| 4      | Randi Thorvaldsen      | Noorwegen         | 224,147 | 51,4 (4)    | 5.55,3 (7)  | 1.45,5 (3)  | 10.07,8 (6)  |
| 5      | Eevi Huttunen          | Finland           | 224,493 | 52,7 (6)    | 5.48,8 (3)  | 1.50,4 (6)  | 9.49,6 (2)   |
| 6      | Verné Lesche           | Finland           | 225,017 | 51,7 (5)    | 5.38,5 (2)  | 1.57,9 (8)  | 9.39,5 (1)   |
| 7      | Tatjana Karelina       | Sovjet-Unie       | 226,543 | 52,7 (6)    | 5.53,0 (5)  | 1.49,8 (5)  | 10.01,1 (5)  |
| 8      | Drahuna Vokurková      | Tsjecho-Slowakije | 241,380 | 54,7 (8)    | 6.18,6 (8)  | 1.56,1 (7)  | 10.55,3 (8)  |
| 9      | Margit Laakso          | Finland           | 246,740 | 54,8 (9)    | 6.30,0 (9)  | 1.59,6 (9)  | 11.11,4 (9)  |
| 10     | Ulla Larsson           | Zweden            | 262,453 | 58,0 (10)   | 6.55,7 (11) | 2.07,1 (11) | 11.56,2 (11) |
| 11     | Marcela Kloudová       | Tsjecho-Slowakije | 266,093 | 1.08,6 (12) | 6.40,7 (10) | 2.04,9 (10) | 11.22,6 (10) |
| 12     | Toini Nieminen         | Finland           | 282,413 | 1.02,8 (11) | 7.29,6 (12) | 2.14,4 (12) | 12.54,8 (12) |

* = met val
NC = niet gekwalificeerd
NF = niet gefinisht
NS = niet gestart
DQ = gediskwalificeerd
Vet gezet = kampioenschapsrecord